# Liga Europea de Fútbol Americano 2011
La Liga Europea de Fútbol Americano 2011 fue la edición número 25 de la Liga Europea de Fútbol Americano, que es la máxima competición de fútbol americano de Europa. La organiza la Federación Europea de Fútbol Americano (European Federation of American Football -EFAF- en inglés).
El partido de la final se denomina Eurobowl, y fue ganado por Tirol Raiders.

## Equipos
La EFAF determina los equipos que participan en función del nivel competitivo de las 17 ligas europeas que pueden aportar equipos. Los equipos más potentes que se clasifican para competiciones europeas compiten en la Liga Europea de Fútbol Americano, mientras que los de menor nivel lo hacen en la Copa de la EFAF.

## Formato
En la primera fase, se formaron 4 grupos con 2 equipos en 3 de ellos y 3 equipos en el cuarto. 
Los campeones de cada uno de estos 4 grupos avanzaron a los play-offs, que se disputaron a partidos por eliminación, comenzando en cuartos de final. 
En los play-offs ya esperaban, clasificados directamente sin tener que jugar la fase de grupos, otros 4 equipos designados por la EFAF (los cuatro equipos que llegaron a las semifinales del año anterior).

## Primera fase

### Grupo 1
| Fecha      | Hora  | Local          | Marcador | Visitante       | Estadio                |
| ---------- | ----- | -------------- | -------- | --------------- | ---------------------- |
| 2 de abril | 15:00 | Danube Dragons | 33-16    | Prague Panthers | Stadion Stadlau, Viena |

|    | Equipo          | PJ | Puntos | TD    | Dif. |
| -- | --------------- | -- | ------ | ----- | ---- |
| 1. | Danube Dragons  | 1  | 2:0    | 33:16 | +17  |
| 2. | Prague Panthers | 1  | 0:2    | 16:33 | -17  |

### Grupo 2
| Fecha       | Hora  | Local                  | Marcador | Visitante          | Estadio                |
| ----------- | ----- | ---------------------- | -------- | ------------------ | ---------------------- |
| 23 de abril | 15:00 | Kiel Baltic Hurricanes | 20-22    | Carlstad Crusaders | Holstein-Stadion, Kiel |

|    | Equipo                 | PJ | Puntos | TD    | Dif. |
| -- | ---------------------- | -- | ------ | ----- | ---- |
| 1. | Carlstad Crusaders     | 1  | 2:0    | 22:20 | +2   |
| 2. | Kiel Baltic Hurricanes | 1  | 0:2    | 20:20 | -2   |

### Grupo 3
| Fecha       | Hora  | Local             | Marcador | Visitante         | Estadio                               |
| ----------- | ----- | ----------------- | -------- | ----------------- | ------------------------------------- |
| 26 de marzo | 17:00 | Badalona Dracs    | 12-62    | Amiens Spartiates | Campo municipal de Badalona, Badalona |
| 2 de abril  | 20:00 | Amiens Spartiates | 66-8     | Badalona Dracs    | Stade du Grand Marais, Amiens         |

|    | Equipo            | PJ | Puntos | TD     | Dif. |
| -- | ----------------- | -- | ------ | ------ | ---- |
| 1. | Amiens Spartiates | 2  | 4:0    | 128:20 | +108 |
| 2. | Badalona Dracs    | 2  | 0:4    | 20:128 | -108 |

### Grupo 4
| Fecha       | Hora  | Local                | Marcador | Visitante            | Estadio                                                     |
| ----------- | ----- | -------------------- | -------- | -------------------- | ----------------------------------------------------------- |
| 9 de abril  | 17:00 | L'Hospitalet Pioners | 20-33    | Parma Panthers       | Complex Esportiu L`Hospitalet Nord, Hospitalet de Llobregat |
| 19 de abril | 17:00 | Calanda Broncos      | 42-0     | L'Hospitalet Pioners | Stadium Ringstrasse, Chur                                   |
| 23 de abril | 21:00 | Parma Panthers       | 14-31    | Calanda Broncos      | Stadio XXV Aprile, Parma                                    |

|    | Equipo               | PJ | Puntos | TD    | Dif. |
| -- | -------------------- | -- | ------ | ----- | ---- |
| 1. | Calanda Broncos      | 2  | 4:0    | 73:14 | +59  |
| 2. | Parma Panthers       | 2  | 2:2    | 47:51 | -4   |
| 3. | L'Hospitalet Pioners | 2  | 0:4    | 20:75 | -55  |

## Play-offs
|  | Cuartos de final    | Cuartos de final   | Cuartos de final    |                |                     | Semifinales   | Semifinales | Semifinales |  |                    | Eurobowl XXV  | Eurobowl XXV | Eurobowl XXV |  |
|  |                     |                    |                     |                |                     |               |             |             |  |                    |               |              |              |  |
|  |                     |                    |                     |                |                     |               |             |             |  |                    |               |              |              |  |
|  | Bandera de Alemania | Berlin Adler       | 35                  |                |                     |               |             |             |  |                    |               |              |              |  |
|  | Bandera de Alemania | Berlin Adler       | 35                  |                |                     |               |             |             |  |                    |               |              |              |  |
|  | Bandera de Austria  | Danube Dragons     | 25                  |                |                     |               |             |             |  |                    |               |              |              |  |
|  | Bandera de Austria  | Danube Dragons     | 25                  |                | Bandera de Alemania | Berlin Adler  | 32          |             |  |                    |               |              |              |  |
|  |                     |                    |                     |                | Bandera de Alemania | Berlin Adler  | 32          |             |  |                    |               |              |              |  |
|  |                     |                    | Bandera de Austria  | Graz Giants    | 30                  |               |             |             |  |                    |               |              |              |  |
|  | Bandera de Austria  | Graz Giants        | Bandera de Austria  | Graz Giants    | 30                  | 41            |             |             |  |                    |               |              |              |  |
|  | Bandera de Austria  | Graz Giants        |                     |                |                     |               |             |             |  |                    |               |              |              |  |
|  | Bandera de Suecia   | Carlstad Crusaders | 24                  |                |                     |               |             |             |  |                    |               |              |              |  |
|  | Bandera de Suecia   | Carlstad Crusaders | 24                  |                |                     |               |             |             |  | Bandera de Austria | Tirol Raiders | 27           |              |  |
|  |                     |                    |                     |                |                     |               |             |             |  | Bandera de Austria | Tirol Raiders | 27           |              |  |
|  |                     |                    | Bandera de Alemania | Berlin Adler   | 12                  |               |             |             |  |                    |               |              |              |  |
|  | Bandera de Austria  | Tirol Raiders      | Bandera de Alemania | Berlin Adler   | 12                  | 41            |             |             |  |                    |               |              |              |  |
|  | Bandera de Austria  | Tirol Raiders      |                     |                |                     |               |             |             |  |                    |               |              |              |  |
|  | Bandera de Francia  | Amiens Spartiates  | 6                   |                |                     |               |             |             |  |                    |               |              |              |  |
|  | Bandera de Francia  | Amiens Spartiates  | 6                   |                | Bandera de Austria  | Tirol Raiders | 15          |             |  |                    |               |              |              |  |
|  |                     |                    |                     |                | Bandera de Austria  | Tirol Raiders | 15          |             |  |                    |               |              |              |  |
|  |                     |                    | Bandera de Austria  | Vienna Vikings | 12                  |               |             |             |  |                    |               |              |              |  |
|  | Bandera de Austria  | Vienna Vikings     | Bandera de Austria  | Vienna Vikings | 12                  | 15            |             |             |  |                    |               |              |              |  |
|  | Bandera de Austria  | Vienna Vikings     |                     |                |                     |               |             |             |  |                    |               |              |              |  |
|  | Bandera de Suiza    | Calanda Broncos    | 12                  |                |                     |               |             |             |  |                    |               |              |              |  |
|  | Bandera de Suiza    | Calanda Broncos    | 12                  |                |                     |               |             |             |  |                    |               |              |              |  |
|  |                     |                    |                     |                |                     |               |             |             |  |                    |               |              |              |  |